# Extreme Behavior
Extreme Behavior  es el primer álbum de la banda de rock alternativo Hinder. Fue lanzado en 2005 por Universal Records a las revisiones casi universalmente negativos, antes de ir de platino en septiembre de 2006. Todas las canciones fueron coescritas por Brian Howes, a excepción de "Shoulda", que fue coescrito con Brian Howes y Social Code. La canción Running in the Rain no hizo el corte para el álbum, pero se ha tocado en los conciertos en su gira por América del Norte. Debido al uso de la blasfemia en tres canciones, Extreme Behavior fue el único obstaculizar registro para recibir una Parental Advisory etiqueta hasta el lanzamiento de la versión de lujo de All American Nightmare y en 2012 su álbum Welcome to the Freakshow.

## Lista de canciones
1. "Get Stoned" – 3:38
2. "How Long" – 3:24
3. "By the Way" – 3:51
4. "Nothin' Good About Goodbye" – 3:52
5. "Bliss (I Don't Wanna Know)" – 3:50
6. "Better Than Me" – 3:43
7. "Room 21" – 3:43
8. "Lips of an Angel" – 4:21
9. "Homecoming Queen" – 4:38
10. "Shoulda" – 3:17

Pistas adicionales
UK edition:
1. "Lips of an Angel" (versión acústica) – 4:20
2. "Room 21" (Versión piano) – 3:31

(2006) Wal-Mart deluxe edition:
1. "Get Stoned" (live; censored) – 6:25
2. "Room 21" (live; censored) – 5:35
3. "Bed of Roses" (Bon Jovi cover) – 5:58
4. "Take Me Home Tonight" (Eddie Money cover) – 3:37

## Puesto
| Año  | Listas                       | Posición |
| ---- | ---------------------------- | -------- |
| 2006 | Australian ARIA Albums Chart | 1        |
| 2006 | Billboard 200                | 6        |
| 2006 | Billboard Top Rock Albums    | 2        |
| 2006 | Billboard Top Digital Albums | 12       |

### Sencillos
|      |                    | Australia | New Zealand | U.S. Hot 100 | U.S. Mainstream Rock | U.S. Modern Rock | Pop 100 | UK Singles Chart |
| ---- | ------------------ | --------- | ----------- | ------------ | -------------------- | ---------------- | ------- | ---------------- |
| 2005 | "Get Stoned"       | —         | —           | 104          | 4                    | 37               | —       | 138              |
| 2006 | "Lips of an Angel" | 1         | 1           | 3            | 3                    | 8                | 1       | —                |
| 2006 | "How Long"         | —         | —           | —            | 6                    | —                | —       | —                |
| 2007 | "Better Than Me"   | 11        | 16          | 31           | 16                   | 37               | 23      | —                |
| 2007 | "Homecoming Queen" | —         | —           | —            | 16                   | —                | —       | —                |

## Personal
- Austin Winkler - voz
- Joe Garvey  - guitarra
- Mark King - guitarra rítmica
- Mike Rodden - bajo
- Cody Hanson - batería

- Datos: Q2734295